# Parmelia sulcata
Parmelia sulcata és una espècie liquenitzada de fong ascomicot de l'ordre dels lecanorals (Lecanorales), família Parmeliaceae. És un liquen exemple de la distribució cosmopolita d'una espècie. Tolera molt la contaminació i està molt estès essent un dels líquens més comuns, es troben en les branques i troncs dels arbres i són menys comunes sobre les roques.

## Descripció
Parmelia sulcata té el tal·lus foliós i és de color gris blavós (que es torna de color bronze quan és vella o semimoribunda) té uns vistosos pseudocifel·lis que formen xarxes en la superfície lobulada.